# Melomys paveli
Melomys paveli là một loài động vật có vú trong họ Chuột, bộ Gặm nhấm. Loài này được Helgen mô tả năm 2003.